# Juno Award för Årets genombrottsartist
Juno Award för Årets genombrottsartist (Juno Award for Breakthrough Artist of the Year) är en vinstkategori i det årliga kanadensiska musikpriset Juno Awards. Priset har funnits sedan 1974, men under andra namn.  

## Mottagare

### Most Promising Female Vocalist of the Year and Most Promising Male Vocalist of the Year (1974–93)
| År                       | Most Promising Female Vocalist of the Year | Nominerade                                                                    | Most Promising Male Vocalist of the Year | Nominerade                                                                 | Refs.             |
| ------------------------ | ------------------------------------------ | ----------------------------------------------------------------------------- | ---------------------------------------- | -------------------------------------------------------------------------- | ----------------- |
| 1974                     | Cathy Young                                | - Linda Brown - Donna Moon - Marie Claire Seguin - Donna Warner - Nancy White | Ian Thomas                               | - James Leroy - Tom Middleton - Dave Nicol - Michael Tarry                 | [ 1 ] [ 2 ] [ 3 ] |
| 1975                     | Suzanne Stevens                            | - Alexis Radlin - Charity Brown - Debbie Fleming                              | Gino Vannelli                            | - Bill King - Justin Paige - Keath Barrie - Paul Hann                      | [ 4 ] [ 5 ]       |
| 1976                     | Patricia Dahlquist                         | - Lisa Hartt - Robin Moir - Shawne Jackson - Sylvia Tyson                     | Dan Hill                                 | - Bim - Bruce Miller - Lewis Furey - Raoul Duguay                          | [ 6 ] [ 7 ]       |
| 1977                     | Colleen Peterson                           | - Chris Nielsen - Denise McCann - Gail Dahms - Patricia Anne McKinnon         | Burton Cummings                          | - Danny Hooper - Nestor Pistor - Roger Doucet - Wayne St. John             | [ 8 ] [ 9 ]       |
| 1978                     | Lisa Dalbello                              | - Alma Faye Brooks - Claudja Barry - Glory-Anne Carriere - Roxanne Goldade    | David Bradstreet                         | - Malcolm Tomlinson - Pat Travers - Peter Pringle - Walter Rossi           | [ 10 ] [ 11 ]     |
| 1979                     | Claudja Barry                              | - Carolyne Bernier - Denise McCann - Ronney Abramson - Roxanne Goldade        | Nick Gilder                              | - Marc Jordan - Martin Stevens - Pat Travers - Rick James                  | [ 12 ] [ 13 ]     |
| 1980                     | France Joli                                | - Alma Faye Brooks - Karen Silver - Laura Vinson - Nana McLean                | Walter Rossi                             | - Bryan Adams - Freddie James - Gary Fjellgaard - Richard Stepp            | [ 14 ] [ 15 ]     |
| 1981                     | Carole Pope                                | - Dianne Heatherington - Laura Vinson - Michaele Jordana - Shari Ulrich       | Graham Shaw                              | - B. B. Gabor - Bryan Adams - Long John Baldry - Wayne Rostad              | [ 16 ] [ 17 ]     |
| 1982                     | Shari Ulrich                               | - Karen Silver - Rita Johns - Salome Bey - Terry Crawford                     | Eddie Schwartz                           | - B. B. Gabor - Gary O' - Jim Byrnes - Peter Pringle                       | [ 18 ] [ 19 ]     |
| 1983                     | Lydia Taylor                               | - Lee Aaron - Luba - Mary Lu Zahalan - Terry Crawford                         | Kim Mitchell                             | - David Roberts - David Wilcox - Lawrence Gowan - Leroy Sibbles            | [ 20 ] [ 21 ]     |
| 1984                     | Sherry Kean                                | - Ann Mortifee - Diane Tell - Jane Siberry - Veronique Beliveau               | Zappacosta                               | - Johnnie Lovesin - LaBarge - Nash the Slash - Tim Ryan                    | [ 22 ] [ 23 ]     |
| 1985                     | k.d. lang                                  | - Belinda Metz - Connie Kaldor - Liberty Silver - Vanity                      | Paul Janz                                | - Claude Dubois - Daniel Lavoie - Johnnie Lovesin - Johnny MacLeod         | [ 24 ] [ 25 ]     |
| 1986                     | Kim Richardson                             | - Chantal Condor - Francesca Gagnon - Sheree Jeacocke - Siobhan Crawley       | Billy Newton-Davis                       | - Doug Cameron - Michel Lemieux - Scott Merritt - Stan Meissner            | [ 26 ] [ 27 ]     |
| 1987                     | Rita MacNeil                               | - Céline Dion - Debbie Johnson - Heather Bishop - Nancy Martinez              | Tim Feehan                               | - Christopher Ward - Daniel Lavoie - David Gibson - Mark Korven            | [ 28 ] [ 29 ]     |
| Ingen prisutdelning 1988 |                                            |                                                                               |                                          |                                                                            |                   |
| 1989                     | Sass Jordan                                | - Candi - Patti Jannetta - Lisa Lougheed - Michelle Wright                    | Colin James                              | - Andrew Cash - Art Bergmann - Jeff Healey - Michael Breen                 | [ 30 ] [ 31 ]     |
| 1990                     | Alannah Myles                              | - Anita Perras - Annette Ducharme - Mary Margaret O'Hara - Mitsou             | Daniel Lanois                            | - Neil James Harnett - Ray Lyell - Roch Voisine - Rufus Wainwright         | [ 32 ] [ 33 ]     |
| 1991                     | Sue Medley                                 | - Holly Cole - Jane Child - Lorraine Segato - Mae Moore - Patricia Conroy     | Andy Curran                              | - Bob Wiseman - Danny Brooks - Francis Martin - John James - Kenny MacLean | [ 34 ] [ 35 ]     |
| 1992                     | Alanis Morissette                          | - Chrissy Steele - Darby Mills - Kerri Anderson - Meryn Cadell                | Keven Jordan                             | - Glen Stace - Lennie Gallant - Stephen Fearing - Wild T                   | [ 36 ] [ 37 ]     |
| 1993                     | Julie Masse                                | - Lisa Brokop - Priscilla Wright - Sofia Shinas - Sue Foley                   | John Bottomley                           | - Devon - Don Neilson - John McDermott - Steve Fox                         | [ 38 ] [ 39 ]     |

### Best New Solo Artist (1994–2002)
| År   | Vinnare          | Nominerade                                                        | Refs.  |
| ---- | ---------------- | ----------------------------------------------------------------- | ------ |
| 1994 | Jann Arden       | - Charlie Major - Jim Witter - Mario Pelchat - Meryn Cadell       | [ 40 ] |
| 1995 | Susan Aglukark   | - Andrew Matheson - David Gogo - ÉÉric Lapointe - Sara Craig      | [ 41 ] |
| 1996 | Ashley MacIsaac  | - Amanda Marshall - Kim Stockwood - Lara Fabian - Laura Smith     | [ 42 ] |
| 1997 | Terri Clark      | - Chantal Kreviazuk - Damhnait Doyle - Duane Steele - Wendy Lands | [ 43 ] |
| 1998 | Holly McNarland  | - Amy Sky - Dayna Manning - Lhasa de Sela - Tariq                 | [ 44 ] |
| 1999 | Melanie Doane    | - Bruce Guthro - Emm Gryner - Hayden - Tamia                      | [ 45 ] |
| 2000 | Tal Bachman      | - Ivana Santilli - Jorane - Tara Lyn Hart - Tory Cassis           | [ 46 ] |
| 2001 | Nelly Furtado    | - Adam Gregory - Amanda Stott - j. englishman - Sarah Harmer      | [ 47 ] |
| 2002 | Hawksley Workman | - Gabrielle Destroismaisons - Jelleestone - Maren Ord - Thrust    | [ 48 ] |

### New Artist of the Year (2003–2012)
| Year | Winner        | Nominees                                                                 | Refs.  |
| ---- | ------------- | ------------------------------------------------------------------------ | ------ |
| 2003 | Avril Lavigne | - k-os - Sam Roberts - Sarah Slean - Shawn Desman                        | [ 49 ] |
| 2004 | Michael Bublé | - Barlow - Danny Michel - Kazzer - Kinnie Starr                          | [ 50 ] |
| 2005 | Feist         | - Fefe Dobson - Keshia Chanté - Matt Dusk - Matt Mays                    | [ 51 ] |
| 2006 | Daniel Powter | - Divine Brown - Jonas - Martha Wainwright - Skye Sweetnam               | [ 52 ] |
| 2007 | Tomi Swick    | - Eva Avila - Melissa O'Neil - Neverending White Lights - Patrick Watson | [ 53 ] |
| 2008 | Serena Ryder  | - Belly - Jeremy Fisher - Jill Barber - Justin Nozuka                    | [ 54 ] |
| 2009 | Lights        | - Crystal Shawanda - Jessie Farrell - Kreesha Turner - Nikki Yanofsky    | [ 55 ] |
| 2010 | Drake         | - Carly Rae Jepsen - Danny Fernandes - Justin Bieber - Shiloh            | [ 56 ] |
| 2011 | Meaghan Smith | - Basia Bulat - Bobby Bazini - Caribou - Hannah Georgas                  | [ 57 ] |
| 2012 | Dan Mangan    | - Alyssa Reid - Diamond Rings - JRDN - Lindi Ortega                      | [ 58 ] |

### Juno Award för Årets genombrottsartist  (från 2013)
| År   | Vinnare      | Nominerade                                                         | Refs.  |
| ---- | ------------ | ------------------------------------------------------------------ | ------ |
| 2013 | The Weeknd   | - Cold Specks - Grimes - Kira Isabella - Shawn Hook                | [ 59 ] |
| 2014 | Brett Kissel | - Florence K - Tim Hicks - Tyler Shaw - Wake Owl                   | [ 60 ] |
| 2015 | Kiesza       | - Glenn Morrison - Jess Moskaluke - Mac DeMarco - Shawn Mendes     | [ 61 ] |
| 2016 | Alessia Cara | - Coleman Hell - Francesco Yates - Scott Helman - Tobias Jesso Jr. | [ 62 ] |
| 2017 | Ruth B       | - Andy Shauf - Kaytranada - Jazz Cartier - Tory Lanez              | [ 63 ] |
| 2018 | Jessie Reyez | - Allan Rayman - Charlotte Cardin - NAV - Virginia to Vegas        | [ 64 ] |
| 2019 | bülow        | - Grandson - Killy - Johnny Orlando - Meghan Patrick               | [ 65 ] |